# Satilhau
Satilhau (en francès Satillieu) és un municipi francès situat al departament de l'Ardecha i a la regió d'Alvèrnia-Roine-Alps. L'any 2007 tenia 1.606 habitants.

## Demografia

### Població
El 2007 la població de fet de Satillieu era de 1.606 persones. Hi havia 662 famílies de les quals 234 eren unipersonals (103 homes vivint sols i 131 dones vivint soles), 206 parelles sense fills, 194 parelles amb fills i 28 famílies monoparentals amb fills.
La població ha evolucionat segons el següent gràfic:
Habitants censats

### Habitatges
El 2007 hi havia 875 habitatges, 694 eren l'habitatge principal de la família, 92 eren segones residències i 89 estaven desocupats. 671 eren cases i 201 eren apartaments. Dels 694 habitatges principals, 504 estaven ocupats pels seus propietaris, 168 estaven llogats i ocupats pels llogaters i 22 estaven cedits a títol gratuït; 12 tenien una cambra, 59 en tenien dues, 162 en tenien tres, 229 en tenien quatre i 231 en tenien cinc o més. 385 habitatges disposaven pel capbaix d'una plaça de pàrquing. A 274 habitatges hi havia un automòbil i a 300 n'hi havia dos o més.

### Piràmide de població
La piràmide de població per edats i sexe el 2009 era:
| Homes | Edats   | Dones |
| ----- | ------- | ----- |
| 4     | 95 o +  | 28    |
| 4     | 90 a 94 | 24    |
| 4     | 85 a 89 | 44    |
| 20    | 80 a 84 | 16    |
| 48    | 75 a 79 | 84    |
| 52    | 70 a 74 | 68    |
| 36    | 65 a 69 | 44    |
| 44    | 60 a 64 | 36    |
| 56    | 55 a 59 | 36    |
| 64    | 50 a 54 | 60    |
| 76    | 45 a 49 | 72    |
| 52    | 40 a 44 | 52    |
| 36    | 35 a 39 | 36    |
| 36    | 30 a 34 | 24    |
| 48    | 25 a 29 | 36    |
| 48    | 20 a 24 | 40    |
| 60    | 15 a 19 | 40    |
| 24    | 10 a 14 | 32    |
| 28    | 5 a 9   | 40    |
| 16    | 0 a 4   | 28    |

## Economia
El 2007 la població en edat de treballar era de 909 persones, 631 eren actives i 278 eren inactives. De les 631 persones actives 564 estaven ocupades (307 homes i 257 dones) i 67 estaven aturades (29 homes i 38 dones). De les 278 persones inactives 120 estaven jubilades, 70 estaven estudiant i 88 estaven classificades com a «altres inactius».

### Ingressos
El 2009 a Satillieu hi havia 711 unitats fiscals que integraven 1.592,5 persones, la mediana anual d'ingressos fiscals per persona era de 16.434 €.

### Activitats econòmiques
Dels 72 establiments que hi havia el 2007, 2 eren d'empreses alimentàries, 1 d'una empresa de fabricació de material elèctric, 1 d'una empresa de fabricació d'altres productes industrials, 8 d'empreses de construcció, 20 d'empreses de comerç i reparació d'automòbils, 5 d'empreses de transport, 11 d'empreses d'hostatgeria i restauració, 6 d'empreses financeres, 1 d'una empresa immobiliària, 4 d'empreses de serveis, 8 d'entitats de l'administració pública i 5 d'empreses classificades com a «altres activitats de serveis».
Dels 25 establiments de servei als particulars que hi havia el 2009, 1 era una oficina d'administració d'Hisenda pública, 1 gendarmeria, 1 oficina de correu, 3 oficines bancàries, 1 taller de reparació d'automòbils i de material agrícola, 1 autoescola, 2 paletes, 1 guixaire pintor, 4 fusteries, 1 lampisteria, 2 perruqueries, 6 restaurants i 1 agència immobiliària.
Dels 8 establiments comercials que hi havia el 2009, 1 era una botiga de més de 120 m², 1 una botiga de menys de 120 m², 2 fleques, 2 carnisseries, 1 una llibreria i 1 una floristeria.
L'any 2000 a Satillieu hi havia 33 explotacions agrícoles que ocupaven un total de 486 hectàrees.

## Equipaments sanitaris i escolars
El 2009 hi havia 1 centre de salut, 1 farmàcia i 1 ambulància.
El 2009 hi havia 2 escoles elementals. Satillieu disposava d'un col·legi d'educació secundària amb 212 alumnes.

## Poblacions més properes
El següent diagrama mostra les poblacions més properes.